# جوزيف ماتياس ترينكوالد
جوزيف ماتياس ترينكوالد (13 مارس 1824 ، براغ - 28 يوليو 1897 ) هو رسام تشيكي/ نمساوي، اشتهر بلوحاته الدينية والتاريخية. 

## معرض صور

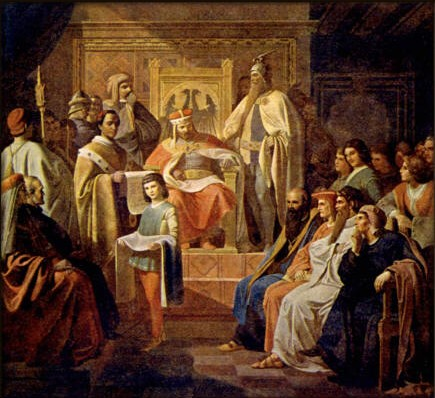
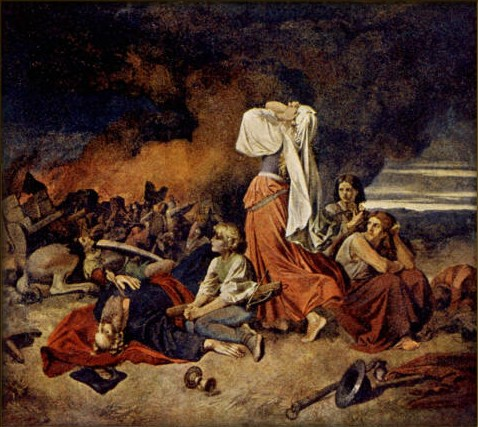
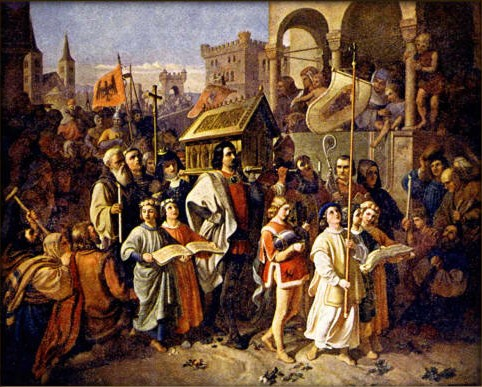